# Реветіш
Реветіш (рум. Revetiș) — село у повіті Арад в Румунії. Входить до складу комуни Дієч.
Село розташоване на відстані 369 км на північний захід від Бухареста, 69 км на схід від Арада, 119 км на південний захід від Клуж-Напоки, 96 км на північний схід від Тімішоари.

## Населення
За даними перепису населення 2002 року у селі проживали 348 осіб.
Національний склад населення села:
| Національність | Кількість осіб | Відсоток |
| -------------- | -------------- | -------- |
| румуни         | 328            | 94,3%    |
| цигани         | 18             | 5,2%     |

Рідною мовою назвали:
| Мова      | Кількість осіб | Відсоток |
| --------- | -------------- | -------- |
| румунська | 340            | 97,7%    |
| циганська | 6              | 1,7%     |